# Schwanenkönig
Schwanenkönig (Svankung) är bandet Karats tredje album, släppt år 1980.

## Låtförteckning
1. Tanz mit der Sphinx (5:30)
2. Mitternacht-Blues (6:00)
3. Magisches Licht (5:00)
4. Der Boxer (2:50)
5. Le Doyen 1 (2:05)
6. Das Narrenschiff (4:50)
7. Tiefsee (5:40)
8. Großstadt (3:45)
9. Schwanenkönig (5:55)
10. Le Doyen 2 (2:55)

## Musiker
- Herbert Dreilich – sång.
- Ulrich "Ed" Swillms – klaviatur.
- Bernd Römer – gitarr.
- Michael Schwandt – trummor.
- Henning Protzmann – basgitarr.